# Sydney Olympic Park Aquatic Centre
Das Sydney Olympic Park Aquatic Centre (früher: Sydney International Aquatic Centre) ist eine Schwimmhalle in Olympic Park der australischen Stadt Sydney.
Der Bau der Schwimmhalle begann im April 1992 und wurde im August 1994 abgeschlossen. Die Eröffnung erfolgte im Oktober 1994. Zu dieser Zeit verfügte die Halle über eine Kapazität von 4500 Sitzplätzen. Anlässlich der Olympischen Sommerspiele 2000 wurde die Kapazität auf 17.500 Sitzplätze erweitert. Während der Olympischen Spiele fanden im Sydney International Aquatic Centre die Wettkämpfe im Schwimmen, Synchronschwimmen, Wasserspringen und die Endrundenspiele der Wasserballturniere sowie der Schwimmwettkampf des Modernen Fünfkampfs statt.
Nach den Olympischen Spielen wurde das Schwimmbad wieder für die Öffentlichkeit zugänglich gemacht und die Kapazität auf 8500 Sitzplätze reduziert.
Im Oktober 2013 kam es zu einem Brand auf dem Parkplatz der Schwimmhalle bei dem mehr als 40 Fahrzeuge ausbrannten und 1500 Personen evakuiert werden mussten.